# Nicolas Pierson
Nicolas Pierson, né le 28 janvier 1692 à Apremont-la-Forêt, en Meuse (France) et décédé le 26 février 1765 à Pont-à-Mousson (Meurthe-et-Moselle), est un religieux prémontré et architecte lorrain.

## Biographie
Nicolas Pierson entre, en 1714, à l'abbaye Sainte-Marie-Majeure de Pont-à-Mousson, en tant que novice. Par ses premiers vœux de religion il devient frère convers, deux ans plus tard.
Il s'initie à l'architecture auprès du frère prémontré Thomas Mordillac, et participe à l'œuvre colossale de reconstruction d'églises et d'abbayes entreprise par les Prémontrés lorrains, au XVIIIe siècle. Résidant un temps à l'Abbaye de Rangéval, c'est à Pont-à-Mousson qu'il finit ses jours et meurt, en 1765.

## Œuvres
Sa première contribution est sans doute l'achèvement de la reconstruction de l'abbaye Sainte-Marie-Majeure de Pont-à-Mousson, à la fin des années 1710, commencée par Thomas Mordillac. S'ensuivent ensuite : 
- La reconstruction de l'abbaye de Jandeures, à partir de 1722.
- L'édification du corps de logis nord de l'abbaye d'Étival et de la façade de l'abbatiale, à partir de 1726.
- L'élévation de la tour de l'église Notre-Dame de Bar-le-Duc, en 1728.
- La reconstruction de Abbaye de Rangéval, à partir de 1729.
- L'édification de la façade de l'abbatiale de Salival et du logis attenant, à partir de 1731.
- Construction du Palais épiscopal de Toul, à partir de 1737 pour l'évêque Scipion-Jérôme Bégon.
- L'élévation du portail de l'église paroissiale de Dieulouard, en 1739 (attribution non formellement prouvée).
- La reconstruction de l'église paroissiale de Ville-Issey (auj. Euville), à partir de 1741.

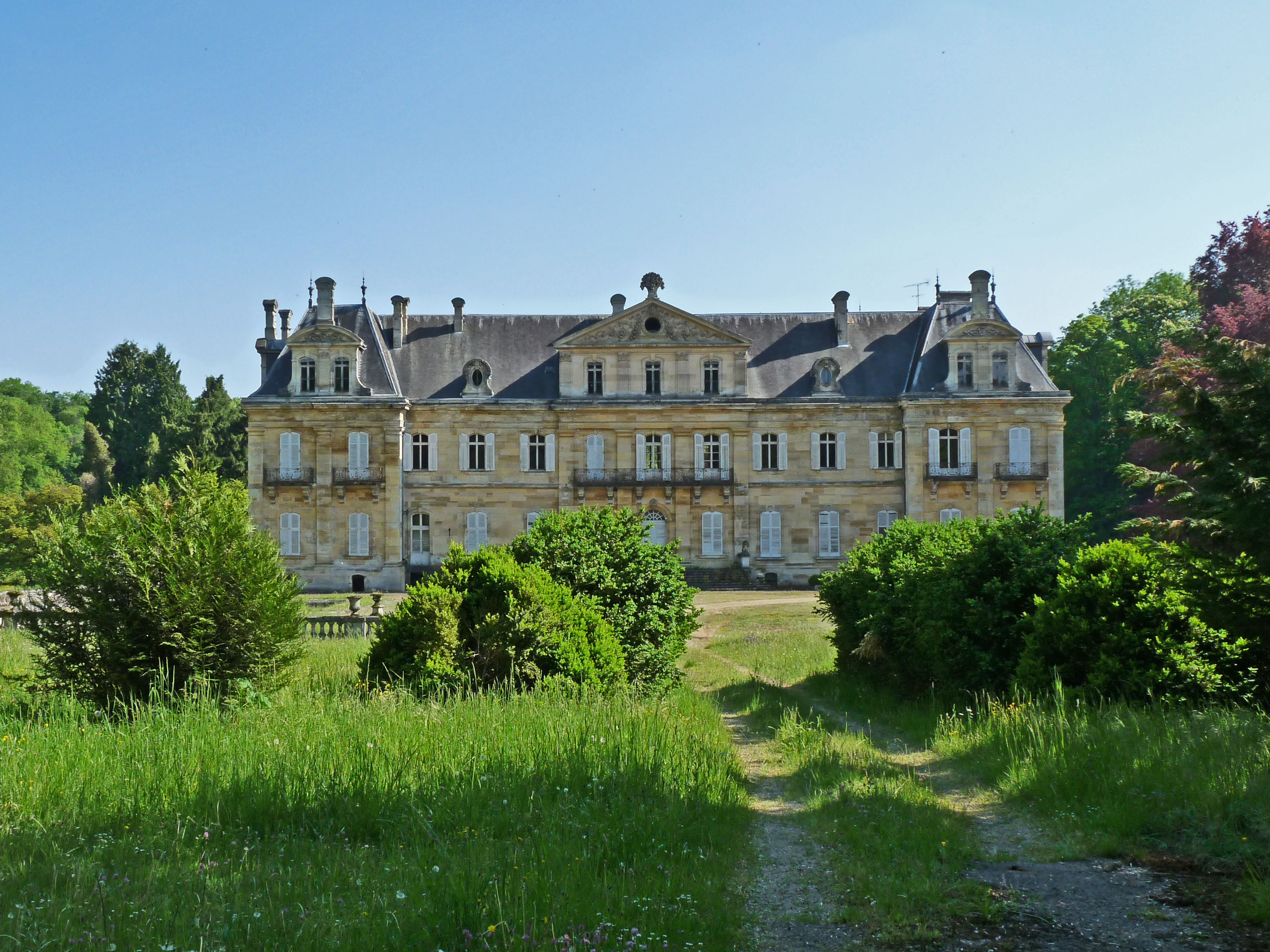
Abbaye de Jandeures
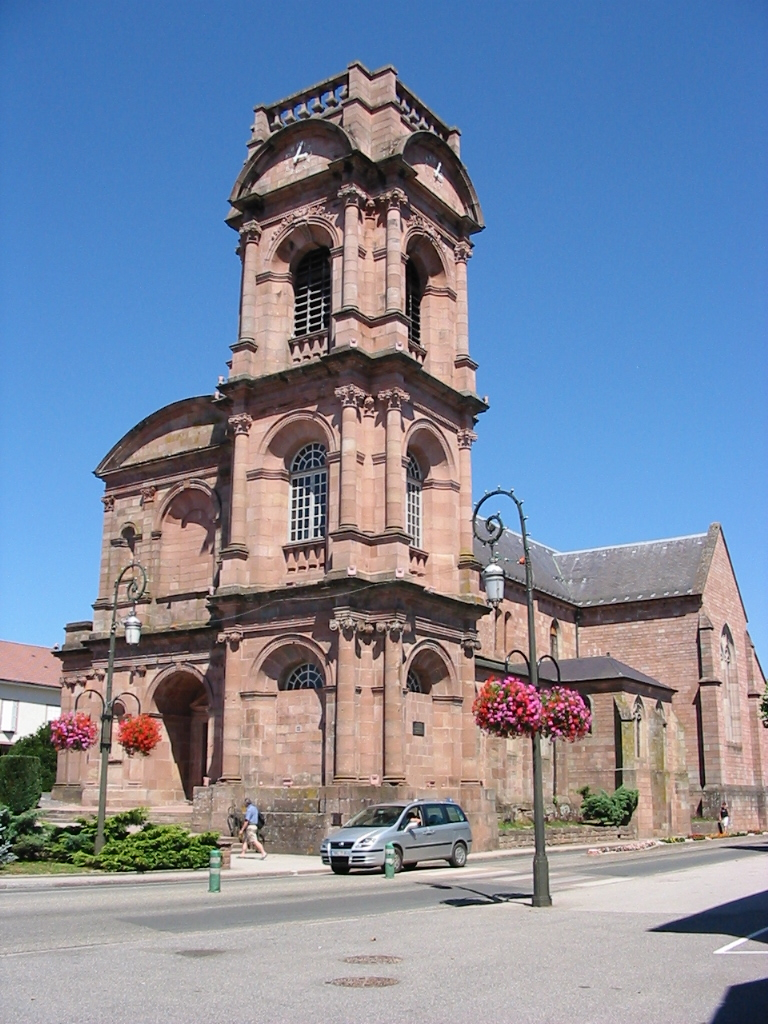
Abbaye d'Etival (1726)
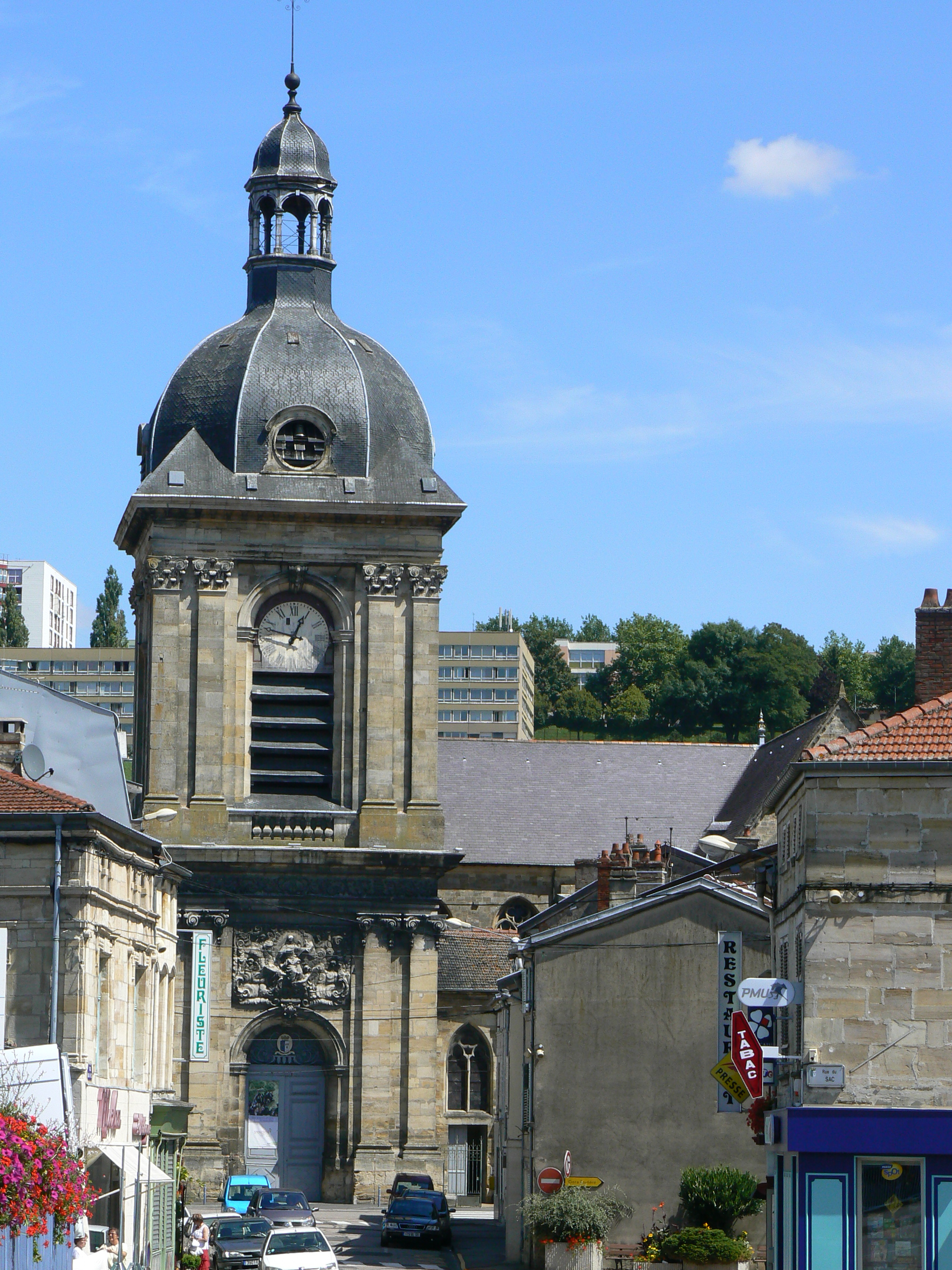
Tour de l'église Notre-Dame de Bar-le-Duc (1728)
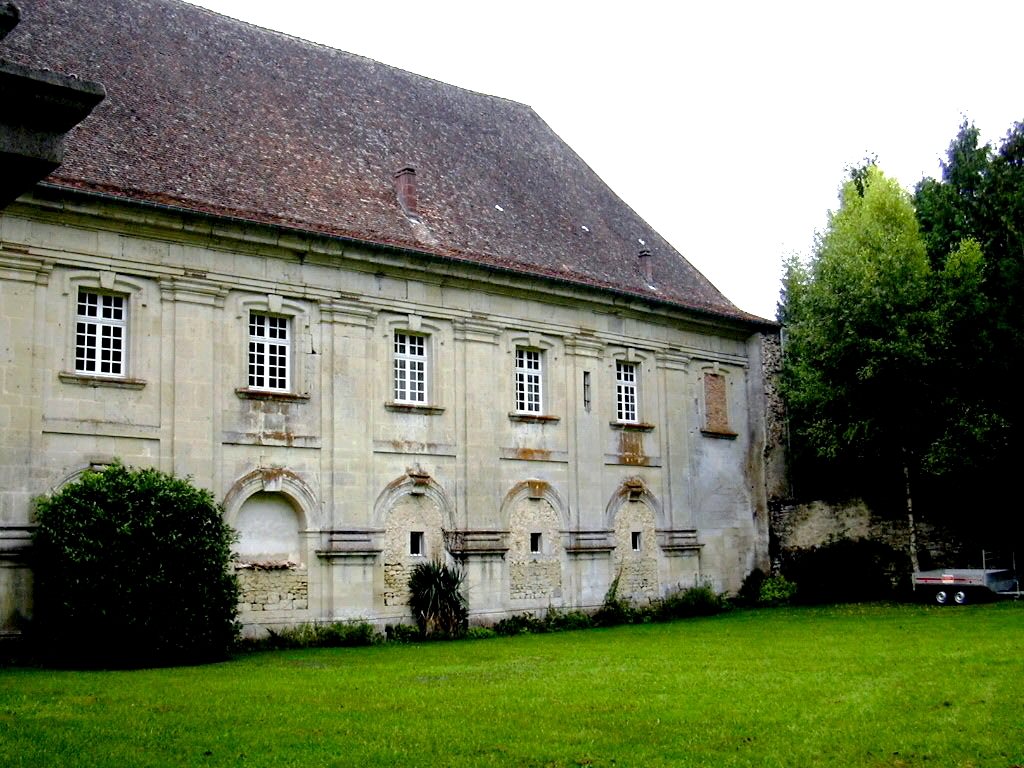
Abbaye de Rangéval (1729)
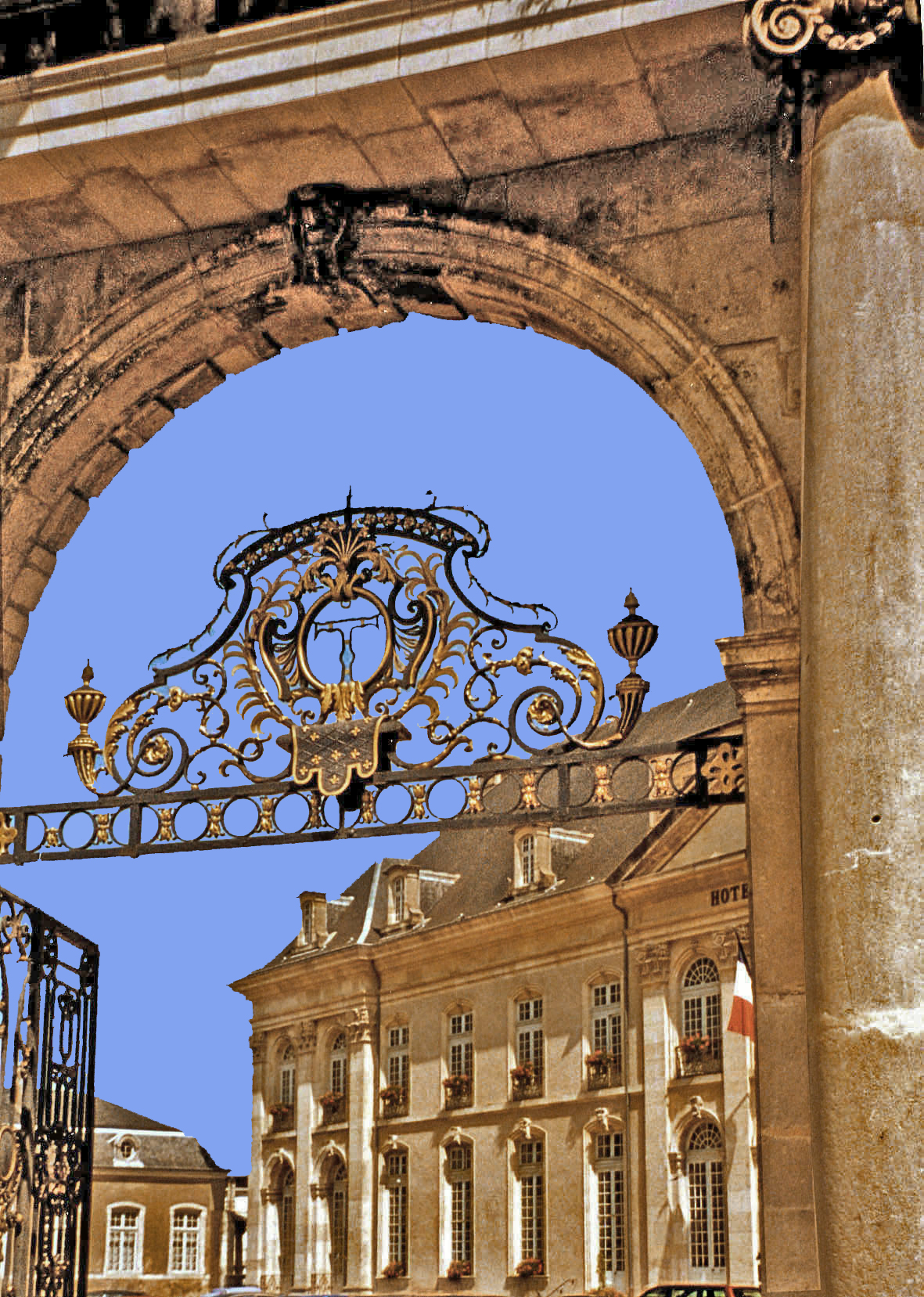
Palais épiscopal de Toul (1737)